# Wild West World
Wild West World est un parc à thème sur la conquête de l'ouest situé à Park City, dans le Kansas. Le parc a ouvert le 5 mai 2007 et a fermé le 9 juillet 2007 seulement deux mois après le début de son exploitation. Sa réouverture est en projet pour l'année 2009 avec de nouveaux aménagements et sous un nouveau nom.

## Histoire
Wild West World appartient et a été développé par Thomas et Cheryl Etheredge, propriétaires du Prairie Rose Chuck Wagon.
L'annonce de l'ouverture du parc fut faite dans The Wichita Eagle, le 19 décembre 2004. Le terrassement commença le 15 août 2005.
Le 19 juillet 2007, les propriétaires du parc firent faillite et furent contraints de fermer le parc. Les Etheredge revendirent également leur Prairie Rose Chuck Wagon. Le parc fut mis en vente et les anciens propriétaires espèrent revoir le parc ouvrir dans le futur. 